# Harry Jacobs
Harry Jacobs va ser un esportista estatunidenc que va competir a cavall del segle xix i el segle xx. El 1904 va prendre part en els Jocs Olímpics de Saint Louis en la prova del joc d'estirar la corda, en què guanyà la medalla d'or formant part de l'equip Southwest Turnverein of St. Louis No. 2, junt a Oscar Friede, Charles Haberkorn, Frank Kugler i Charles Thias.